# CBA
CBA је мађарски ланац супермаркета са скоро 5.200 продавница. Послује у Бугарској, Литванији, Чешкој, Хрватској, Мађарској, Пољској, Румунији, Србији и Словачкој.
У Бугарској су у фебруару 2018. биле 134 продавнице.